# Felcsút
Felcsút est un village et une commune du comitat de Fejér en Hongrie.

## Personnalités
Le milliardaire Lőrinc Mészáros, qui est l'homme le plus riche de Hongrie, a été bourgmestre de Felcsút du 19 juin 2011 au 11 août 2018. 